# (1823) Глизе
(1823) Глизе (нем. Gliese) — типичный астероид главного пояса. Он был открыт 4 сентября 1951 года немецким астрономом Карлом Рейнмутом в обсерватории Хайдельберг в Германии и назван в честь немецкого астронома Вильгельма Глизе. 

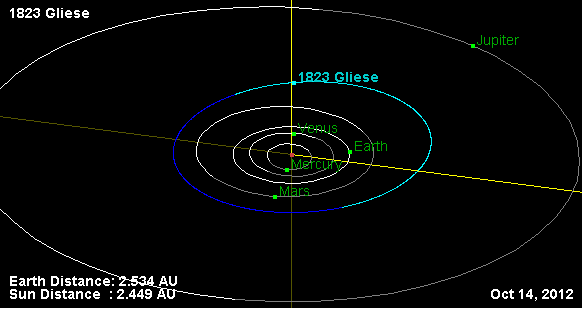
Орбита астероида Глизе и его положение в Солнечной системе